# アビデミ・オモーレ
アビデミ・オモーレ（Abidemi Omole、1985年7月29日 ‐ ）は、アメリカ合衆国・ミルウォーキー出身で短距離走が専門の陸上競技選手。4×100mリレーのU20世界記録（旧ジュニア世界記録）保持者。

## 経歴
2004年6月、全米ジュニア選手権の男子100m決勝で10秒14（+3.2）をマークし、アイボリー・ウィリアムズ（10秒30）やトレル・キモンズ（10秒34）を破り全米タイトルを獲得した。
2004年7月、グロッセートで開催された世界ジュニア選手権に出場すると、男子100mは準決勝を全体1位タイの10秒19（+1.6）で突破するも、決勝は10秒31（+1.0）とタイムを落とし、全米ジュニア選手権で下したアイボリー・ウィリアムズに0秒02差で敗れ銀メダルに終わった。男子4×100mリレーは予選と決勝で2走（トレル・キモンズ、オモーレ、アイボリー・ウィリアムズ、ラショーン・メリット）を務めると、予選で38秒96の今季ジュニア世界最高記録（当時）および予選唯一の38秒台をマークして決勝に進出。予選と同じオーダーで臨んだ決勝ではジュニア世界最高記録となる38秒66をマークしての優勝に貢献した。
2007年7月、サンサルバドルで開催された北中米カリブ選手権でシニア代表デビューを果たすと、男子100m決勝で10秒34（+0.8）をマークし、リチャード・トンプソン、モンザバス・エドワーズ（ともに10秒32）に次いで銅メダルを獲得した。男子4×100mリレーでは1走を務め、大会記録（当時）となる38秒99をマークしての金メダル獲得に貢献した。

## 自己ベスト
記録欄の（　）内の数字は風速（m/s）で、+は追い風を意味する。
| 種目    | 記録          | 年月日        | 場所               | 備考           |
| 屋外    | 屋外          | 屋外          | 屋外               | 屋外           |
| ------- | ------------- | ------------- | ------------------ | -------------- |
| 100m    | 10秒10 (+1.9) | 2007年6月21日 | インディアナポリス |                |
| 100m    | 9秒96w (+2.9) | 2006年5月26日 | ノックスビル       | 追い風参考記録 |
| 200m    | 20秒77 (+1.8) | 2006年4月15日 | ノックスビル       |                |
| 4x100mR | 38秒66 (2走)  | 2004年7月18日 | グロッセート       | U20世界記録    |
| 室内    |               |               |                    |                |
| 50m     | 5秒70         | 2009年2月10日 | リエヴァン         |                |
| 60m     | 6秒55         | 2007年2月3日  | サウスベンド       |                |

## 主要大会成績
備考欄の記録は当時のもの
| 年   | 大会                    | 場所           | 種目    | 結果 | 記録          | 備考             |
| ---- | ----------------------- | -------------- | ------- | ---- | ------------- | ---------------- |
| 2004 | 世界ジュニア選手権      | グロッセート   | 100m    | 2位  | 10秒31 (+1.0) |                  |
| 2004 | 世界ジュニア選手権      | グロッセート   | 4x100mR | 優勝 | 38秒66 (2走)  | ジュニア世界記録 |
| 2007 | 北中米カリブ選手権 (en) | サンサルバドル | 100m    | 3位  | 10秒34 (+0.8) |                  |
| 2007 | 北中米カリブ選手権 (en) | サンサルバドル | 4x100mR | 優勝 | 38秒99 (1走)  | 大会記録         |